# Štenýř
Štenýř (německy Ständer) je svislý dřevěný konstrukční prvek.
Ve stavebnictví je to především dřevěný sloup (štenýřová zvonice, štenýřové lešení, štenýřová věž) nebo je tak nazýván u větrného mlýna beraního (sloupového) typu jeho střední mohutný dubový sloup.
V heraldice je pojem štenýř odvozen právě z historických dřevěných staveb (věží, lešení atd.). Ze štenýřové konstrukce je přenesen význam na heraldickou heroldskou figuru, kdy čtvrcením vytvořená heraldická figura mohla vyvolávat představu konstrukce lešení či krovu.

## Galerie

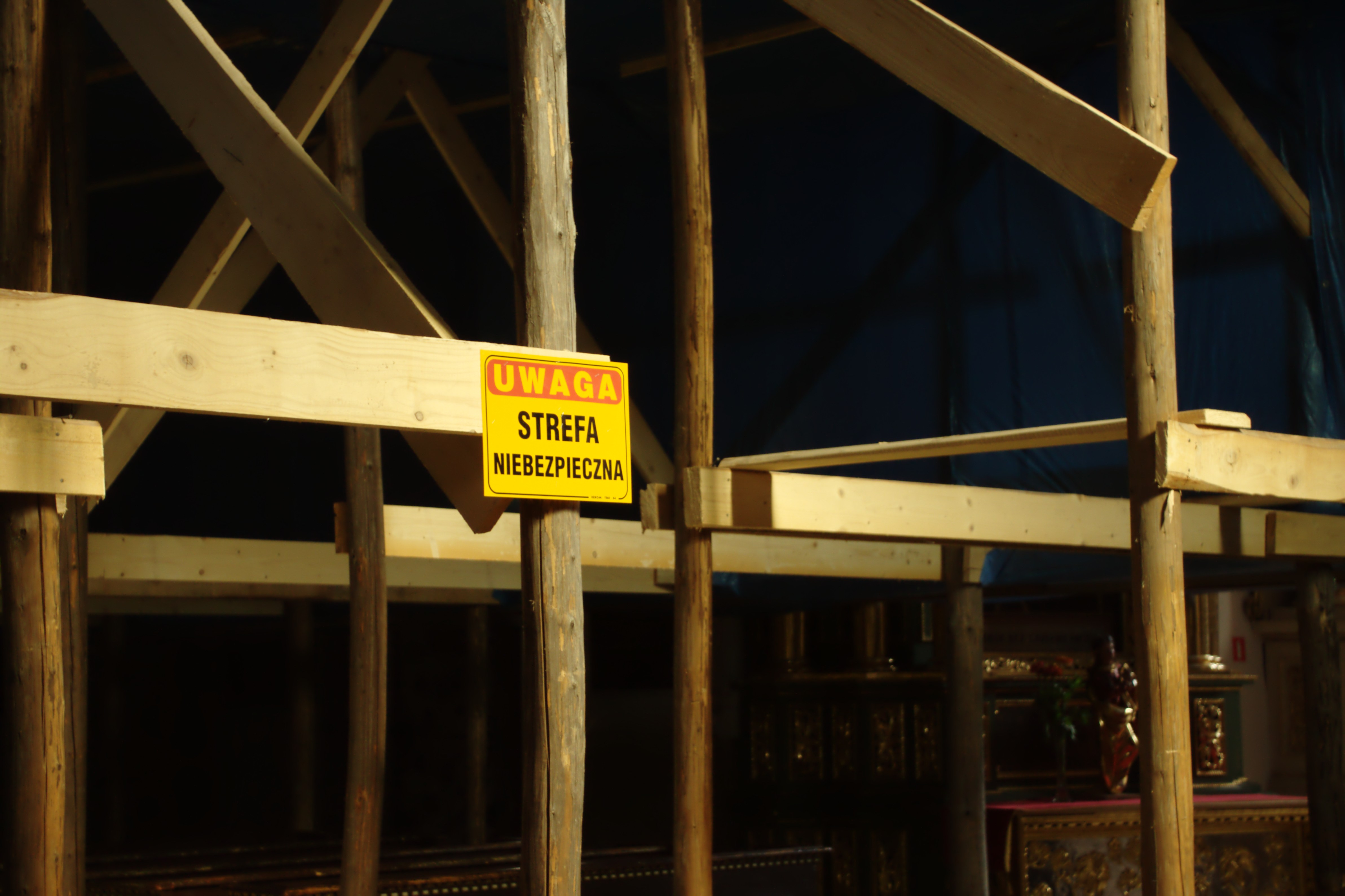
Dřevěné štenýřové lešení uvnitř kostela svaté Trojice v Krosně, Podkaraptské vojvodství, Polsko
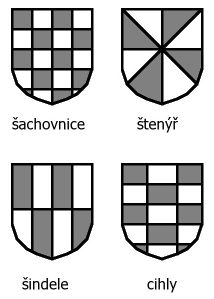
Heroldske figury
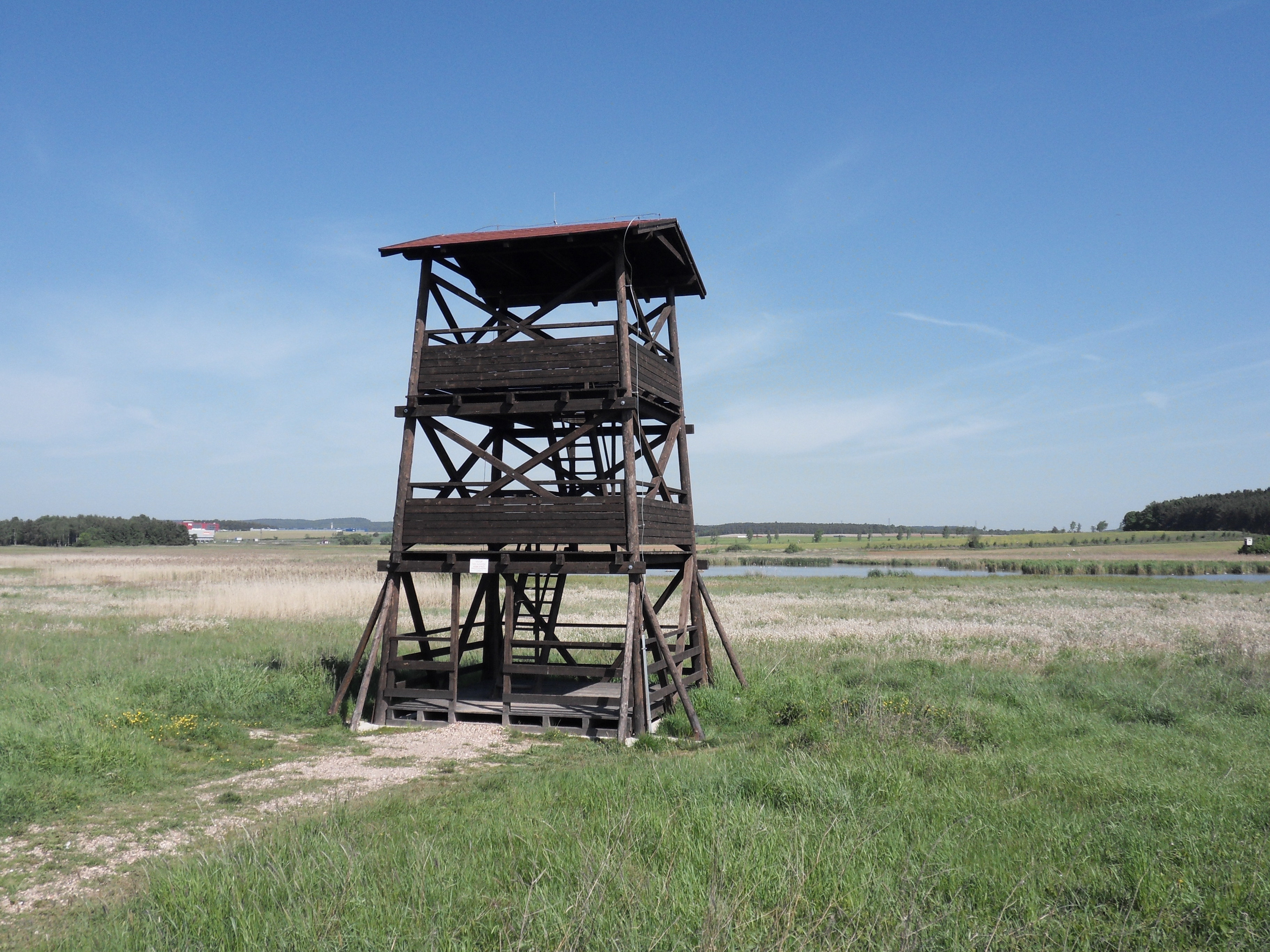
Štenýřová věž s rohovými štenýři, se šikmými vzpěrami v dolní části a křížovým zavětrováním v patrech